# Veguillas de la Sierra
Veguillas de la Sierra – gmina w Hiszpanii, w prowincji Teruel, w Aragonii, o powierzchni 13,67 km². W 2011 roku gmina liczyła 20 mieszkańców.